# دی‌جی ا-ترون
آرون ویلیامز با نام هنری دی‌جی اِ-ترون (انگلیسی: DJ A-Tron؛ زادهٔ ۱۰ آوریل ۱۹۹۳) شناخته شده است یک موسیقی‌دان اهل ایالات متحده آمریکا است.